# تیر حامل

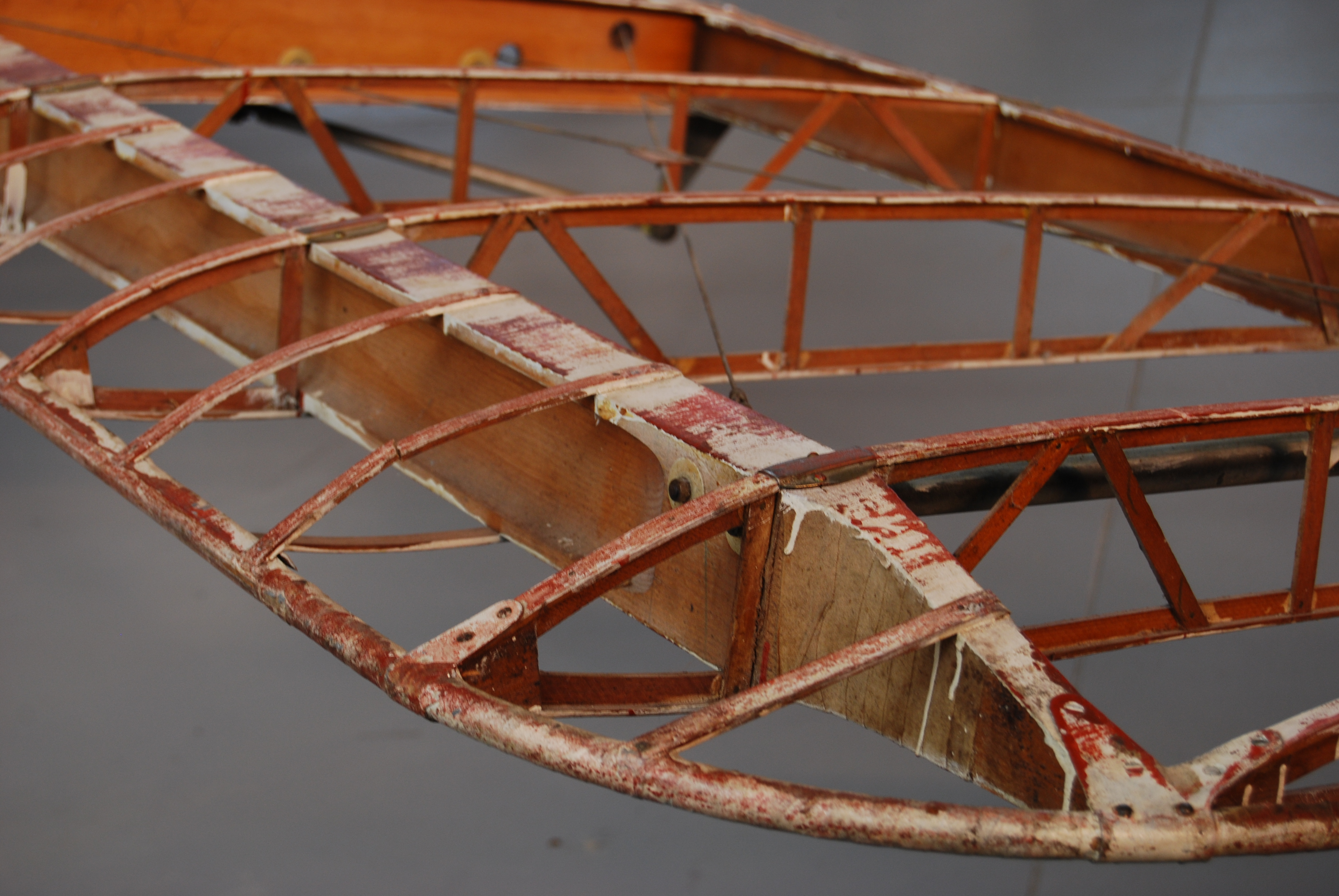
تیر حامل یک د هاولیند دی‌اچ.۶۰ ماث.

تیر حامل (به انگلیسی: Spar) در صنعت هوانوردی، به عنوان عضو اصلی سازه‌ای بال هواپیما یا سایر سطوح کنترل پرواز شناخته می‌شود. تیر حامل، تیر طولی و اصلی بال هواگَرد است که از سر یک بال تا سر بال دیگر امتداد دارد.
این تیر، معمولاً از جنس فلز یا مواد ترکیبی ساخته می‌شود و در امتداد طول بال امتداد می‌یابد. تیر حامل وظیفه تحمل بارهای اصلی وارد بر بال، مانند نیروهای بالابرنده، وزن هواپیما و نیروهای ناشی از مانورها را بر عهده دارد. همچنین، تیر حامل به عنوان یک نقطه اتصال برای سایر اجزای بال، مانند دنده‌ها، پوسته و سطوح کنترل، عمل می‌کند.
در برخی از هواپیماها، تیر حامل ممکن است به صورت یک تیر اصلی در مرکز بال یا به صورت چندین تیر موازی در امتداد طول بال طراحی شود. انتخاب نوع تیر حامل به عوامل مختلفی مانند اندازه و وزن هواپیما، نوع مأموریت و الزامات طراحی بستگی دارد.
به‌طور کلی، تیر حامل یکی از مهم‌ترین اجزای سازه‌ای هواپیما است که نقش حیاتی در استحکام، پایداری و عملکرد کلی بال‌ها و سطوح کنترل پرواز ایفا می‌کند.

## کلیات
در یک هواگرد ثابت‌بال، تیر حامل اغلب عضو سازه‌ای اصلی بال است که در راستای دهانه بال و عمود بر بدنه هواپیما (یا بسته به زاویه پسگرایی بال، تقریباً عمود) قرار می‌گیرد. تیر حامل بارهای پروازی و وزن بال‌ها را در هنگام قرار گرفتن هواپیما بر روی زمین تحمل می‌کند. سایر اعضای سازه‌ای و شکل‌دهنده مانند دنده‌ها ممکن است به تیر یا تیرها متصل شوند، و در جایی که از ساختار پوسته تنیده استفاده می‌شود، این پوسته نیز در تحمل بارها سهیم است. ممکن است بیش از یک تیر در یک بال وجود داشته باشد یا اصلاً هیچ تیری وجود نداشته باشد. در جایی که یک تیر واحد بیشتر نیرو را تحمل می‌کند، به عنوان تیر اصلی شناخته می‌شود.
تیرها همچنین در سایر سطوح آیرودینامیکی هواپیما مانند دم افقی و عمودی استفاده می‌شوند و عملکرد مشابهی دارند، اگرچه بارهای منتقل شده ممکن است با بارهای یک تیر بال متفاوت باشد.

## بارهای تیر حامل
تیر بال، بیشتر وزن و یکپارچگی بار دینامیکی هواپیماهای تک‌باله با بال طره‌ای را فراهم می‌کند، که اغلب با قدرت "جعبه D" بال ترکیب می‌شود. این دو جزء سازه‌ای با هم، استحکام لازم بال را برای پرواز ایمن هواپیما فراهم می‌کنند. هواپیماهای دوباله که از سیم‌های مهار استفاده می‌کنند، بخش زیادی از بارهای پروازی را از طریق سیم‌ها و پایه‌های بین بال‌ها منتقل می‌کنند و این امکان را فراهم می‌سازند که از تیرهای کوچک‌تر و در نتیجه سبک‌تر استفاده شود، البته به قیمت افزایش پسا.

## نیروها
برخی از نیروهایی که بر تیر بال وارد می‌شوند عبارتند از:
- بارهای خمشی رو به بالا ناشی از نیروی بالابر بال که از بدنه در حین پرواز پشتیبانی می‌کند. این نیروها اغلب با حمل سوخت در بال‌ها یا استفاده از مخازن سوخت نصب شده در نوک بال جبران می‌شوند. سسنا ۳۱۰ نمونه‌ای از این ویژگی طراحی است.
- بارهای خمشی رو به پایین در هنگام توقف روی زمین به دلیل وزن سازه، سوخت حمل شده در بال‌ها و موتورهای نصب شده روی بال در صورت استفاده.
- بارهای پسار وابسته به سرعت هوا و لَختی.
- بارهای اینرسی غلتشی.
- بارهای پیچشی در امتداد وتر به دلیل اثرات آیرودینامیکی در سرعت‌های بالای هوا که اغلب با شستشوی جریان و استفاده از شهپرها مرتبط است و منجر به معکوس شدن کنترل می‌شود. بارهای پیچشی بیشتر توسط تغییرات تنظیمات رانش به موتورهای نصب شده در زیر بال ایجاد می‌شود. ساختار "جعبه D" برای کاهش پیچش بال مفید است.

بسیاری از این بارها در حین پرواز با هواپیمایی مانند Extra 300 هنگام انجام مانورهای آکروباتیک شدید، به‌طور ناگهانی معکوس می‌شوند. تیرهای این هواپیماها برای تحمل ضریب بارهای بالا به صورت ایمن طراحی شده‌اند.

## مواد و ساخت

### ساختار چوبی
هواپیماهای اولیه از تیرهای حامل ساخته شده از چوب ون یا کاج نوئل جامد استفاده می‌کردند. چندین نوع مختلف تیر چوبی مورد استفاده و آزمایش قرار گرفته‌اند، مانند تیرهای با مقطع جعبه‌ای شکل و تیرهای چند لایه که در یک جیگ چیده شده و برای حفظ زاویه دو وجهی بال به هم چسبانده شده‌اند. تیرهای چوبی هنوز در هواپیماهای سبک مانند Robin DR400 و مدل‌های مشابه آن استفاده می‌شوند. یکی از معایب تیر چوبی، اثر مخرب شرایط جوی، هم خشک و هم مرطوب، و تهدیدات بیولوژیکی مانند هجوم حشرات چوب‌خوار و پوسیدگی خشک است که می‌تواند بر این قطعه تأثیر بگذارد. در نتیجه، برای حفظ قابلیت پرواز، بازرسی‌های منظم اغلب الزامی است.
تیرهای بال چوبی با ساختار چند تکه معمولاً از اعضای بالا و پایین به نام «کلاهک‌های تیر» و اعضای عمودی از جنس تخته چندلا، که به عنوان «شبکه‌های برشی» یا به‌طور ساده‌تر «شبکه‌ها» شناخته می‌شوند، تشکیل شده‌اند که فاصله بین کلاهک‌های تیر را پوشش می‌دهند.
حتی در دوران مدرن، «هواپیماهای مدل بازسازی شده خانگی» مانند اسپیت فایرهای مدل، از تیرهای چوبی چند لایه استفاده می‌کنند. این تیرها معمولاً از صنوبر یا صنوبر داگلاس (با گیره و چسب) لمینت می‌شوند. تعدادی از علاقه‌مندان، «مدل‌های» اسپیت فایر را می‌سازند که در واقع با استفاده از موتورهای مختلف نسبت به اندازه هواپیما پرواز می‌کنند.

### تیرهای فلزی

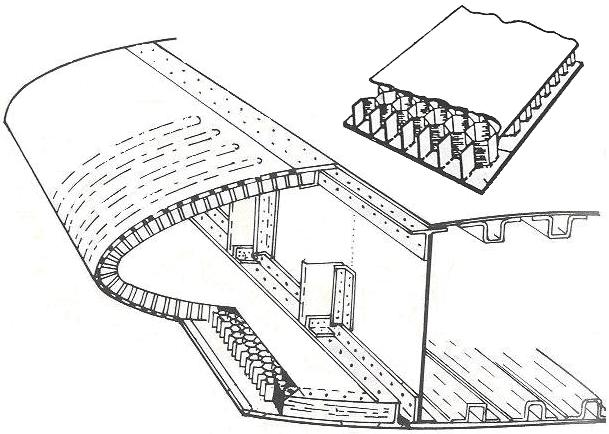
بال پایه با تیر فلزی با استفاده از لبه جلویی جعبه 'D' لانه زنبوری

یک تیر فلزی معمولی در یک هواپیمای هوانوردی عمومی معمولاً از یک شبکه تیر آلومینیومی تشکیل شده است که کلاهک‌های تیر به شکل L یا T به بالا و پایین ورق جوش داده شده یا پرچ می‌شوند تا از کمانش تحت بارهای اعمال شده جلوگیری شود. هواپیماهای بزرگتر که از این روش ساخت تیر استفاده می‌کنند، ممکن است کلاهک‌های تیر را آب‌بندی کنند تا مخزن سوخت‌های یکپارچه فراهم کنند. خستگی تیرهای فلزی بال، به عنوان یک عامل سببی در سوانح هوایی شناسایی شده است، به ویژه در هواپیماهای قدیمی‌تر، همان‌طور که در مورد پرواز شماره ۱۰۱ چالکز اوشن ایرویز بود.

## تیرهای فلزی لوله‌ای
یونکرس یوت.۱، یک هواپیمای دو باله تهاجمی با بدنه زرهی ساخت ۱۹۱۷ آلمان، از شبکه چند لوله‌ای متشکل از چندین تیر بال لوله‌ای طراحی‌شده توسط هوگو یونکرس استفاده می‌کرد که درست زیر پوشش بال دورالومین موج‌دار قرار گرفته بود و هر تیر لوله‌ای با یک قاب فضایی از نوارهای دورالومین مثلثی به تیر مجاور متصل می‌شد - معمولاً به شکل یک خرپا - که بر روی تیرها پرچ شده بود و در نتیجه افزایش قابل‌توجهی در استحکام ساختاری در زمانی که اکثر طرح‌های دیگر هواپیما تقریباً به‌طور کامل با بال‌های چوبی ساخته می‌شدند، ایجاد می‌کرد. طرح بال تمام فلزی با پوشش موج‌دار / تیر بال لوله‌ای چندگانه یونکرس پس از جنگ جهانی اول توسط طراح هوانوردی آمریکایی، ویلیام بوشنل استاوت، برای سری هواپیماهای مسافربری فورد تری‌موتور در دهه ۱۹۲۰ و توسط طراح هوافضای روسیه، آندری توپولف، برای هواپیماهایی مانند توپولف ای‌ان‌تی-۲ در سال ۱۹۲۲، و در اندازه‌های بزرگتر تا توپولف آنت-۲۰ غول‌پیکر در سال ۱۹۳۴، تقلید شد.
یکی از جنبه‌های طراحی بال سوپرمارین اسپیت‌فایر که کمک زیادی به موفقیت آن کرد، طراحی نوآورانه تیر اصلی بود که از پنج لوله مربعی متحدالمرکز تشکیل شده بود که در یکدیگر قرار می‌گرفتند. دو تا از این تیرها توسط یک شبکه آلیاژی به هم متصل شدند و یک تیر اصلی سبک و بسیار قوی ایجاد کردند.
نسخه‌ای از این روش ساخت تیر نیز در BD-5 استفاده می‌شود، که توسط Jim Bede در اوایل دهه ۱۹۷۰ طراحی و ساخته شد. تیر مورد استفاده در BD-5 و پروژه‌های بعدی BD در درجه اول لوله آلومینیومی با قطر تقریبی ۲ اینچ (۵ سانتی‌متر) بود و در ریشه بال با یک لوله آلومینیومی با قطر داخلی بسیار بزرگتر برای ایجاد یکپارچگی ساختاری بال متصل می‌شد.

### ساختار ژئودزیک
در هواپیماهایی مانند ویکرز ولینگتون، از یک ساختار تیر بال ژئودزیک استفاده شد که مزایای سبک‌وزن بودن و توانایی مقاومت در برابر آسیب‌های شدید جنگی را تنها با از دست دادن جزئی از قدرت داشت.

### ساختار کامپوزیت
بسیاری از هواپیماهای مدرن از پلیمر تقویت شده با الیاف کربن و کولار در ساخت خود استفاده می‌کنند، که اندازه آن‌ها از هواپیمای مسافربری‌های بزرگ تا هواپیمای دست‌ساز کوچک متغیر است. قابل توجه است پیشرفت‌هایی که توسط اسکیلد کامپوزیتس و تولیدکنندگان بادپر آلمانی Schempp-Hirth و الکساندر اشلایشر انجام شده است. این شرکت‌ها در ابتدا از تیرهای فایبرگلاس جامد در طرح‌های خود استفاده می‌کردند، اما اکنون اغلب از الیاف کربن در گلایدرهای با کارایی بالا مانند ASG 29 استفاده می‌کنند. افزایش استحکام و کاهش وزن در مقایسه با هواپیماهای قدیمی‌تر با تیر فایبرگلاس، اجازه می‌دهد تا مقدار بیشتری آب توازن حمل شود.

### ساختار چندتیره
هواپیماهایی که از سه یا چند تیر حامل استفاده می‌کنند، هواپیماهای «چندتیره» در نظر گرفته می‌شوند. استفاده از چندین تیر، استحکام کلی معادل بال را فراهم می‌کند، اما با چندین تیر کوچک‌تر، که به نوبه خود امکان ساختار بال یا دم نازک‌تر را فراهم می‌کند (با هزینه افزایش پیچیدگی و دشواری بسته‌بندی تجهیزات اضافی مانند مخازن سوخت، اسلحه‌ها، جک‌های شهپر و غیره). اگرچه بال‌های چند تیره حداقل از دهه ۱۹۳۰ مورد استفاده قرار گرفته‌اند (برای مثال، کورتیس پی-۴۰ مربوط به دوران جنگ جهانی دوم دارای ۳ تیر در هر بال بود)، اما زمانی محبوبیت بیشتری پیدا کردند که افزایش سرعت جت‌های جنگنده، بال‌های نازک‌تری را برای کاهش پسار در سرعت‌های بالا طلب می‌کرد. لاکهید اف-۱۰۴ استارفایتر با عدد ماخ بالا از تیرهای باریک متعدد برای ایجاد یک بال با مقطع نازک غیرمعمول استفاده کرد. جنرال داینامیکس اف-۱۶ فایتینگ فالکن از ساختار مشابهی استفاده می‌کند. سایر هواپیماها مانند مک‌دانل داگلاس اف-۴ فانتوم ۲، مک‌دانل داگلاس اف-۱۵ ایگل و دیگران از ۳ یا چند تیر برای ایجاد استحکام کافی در یک بال نسبتاً نازک استفاده می‌کنند و بنابراین به عنوان هواپیماهای چند تیره شناخته می‌شوند.

## تیرهای کاذب
تیرهای کاذب، مانند تیرهای اصلی، اعضای سازه‌ای باربر هستند که در امتداد دهانه بال قرار دارند اما به بدنه متصل نمی‌شوند. رایج‌ترین هدف آن‌ها حمل سطوح متحرک، عمدتاً شهپر است.